# فهرست سرزمین‌هایی که تامیلی یک زبان رسمی در آنجا است

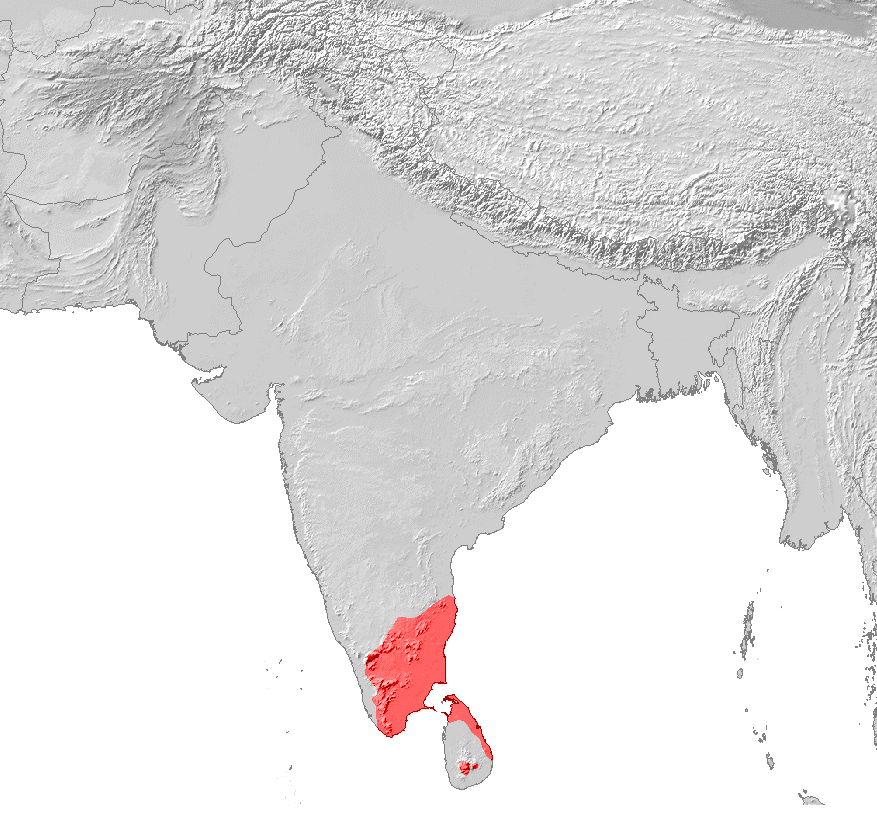
پراکندگی گویشوران تامیلی در شبه‌قاره هند

در اینجا فهرست سرزمین‌هایی که زبان رسمی‌شان تامیلی است ارائه شده‌است. تامیلی توسط تامیل‌ها در جنوب هندوستان و سری‌لانکا و در میان تامیل‌های مهاجر در بسیاری از دیگر کشورها (به ویژه شبه جزیره مالایا) تکلم می‌شود.

## کشورهای مستقل
| کشور     | منطقه | جمعیت     |
| -------- | ----- | --------- |
| سنگاپور  | آسیا  | ۱۸۸٬۵۹۱   |
| سری‌لانکا | آسیا  | ۵٬۰۰۷٬۰۰۳ |

## سرزمین‌های وابسته
| سرزمین    | کشور | جمعیت      | وضعیت              |
| --------- | ---- | ---------- | ------------------ |
| Auroville | هند  | ۲٬۶۰۰      | شهر خودمختار هند   |
| پودوچری   | هند  | ۱٬۲۴۴٬۴۶۴  | ناحیه هم‌پیوسته هند |
| تامیل‌نادو | هند  | ۷۲٬۱۳۸٬۹۵۸ | ایالت هند          |

## زبان اقلیت رسمی
| کشور          | جمعیت     |
| ------------- | --------- |
| آفریقای جنوبی | ۲۵۰٬۰۰۰   |
| مالزی         | ۱٬۸۰۰٬۰۰۰ |
| موریس         | ۷۲٬۰۸۹    |

## سازمان‌های بین‌المللی
| سازمان                            | زبان‌ها                                                                                                |
| --------------------------------- | --- |
| انجمن ملل آسیای جنوب شرقی (آسه‌آن) | انگلیسی (زبان کاری)، برمه‌ای، فیلیپینی، اندونزیایی، خمر، لائو، مالایی، ماندارین، تامیلی، تای و ویتنامی |